# St.-Katharina-Kirche (Kasan)

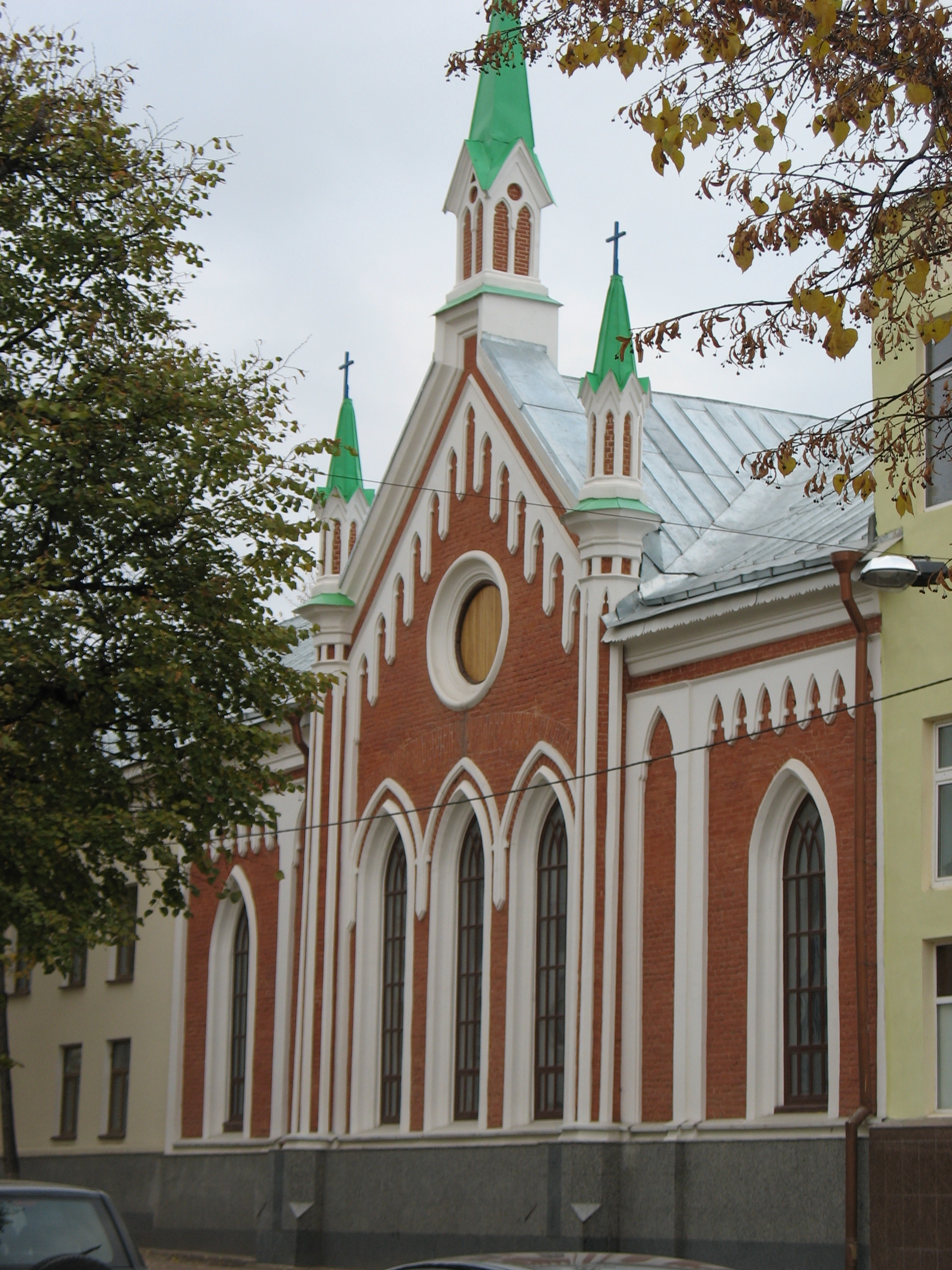
St.-Katharina-Kirche in Kasan

Die St.-Katharina-Kirche in Kasan in der Republik Tatarstan in Russland ist ein Baudenkmal der protestantischen Sakralarchitektur des 19. Jahrhunderts.

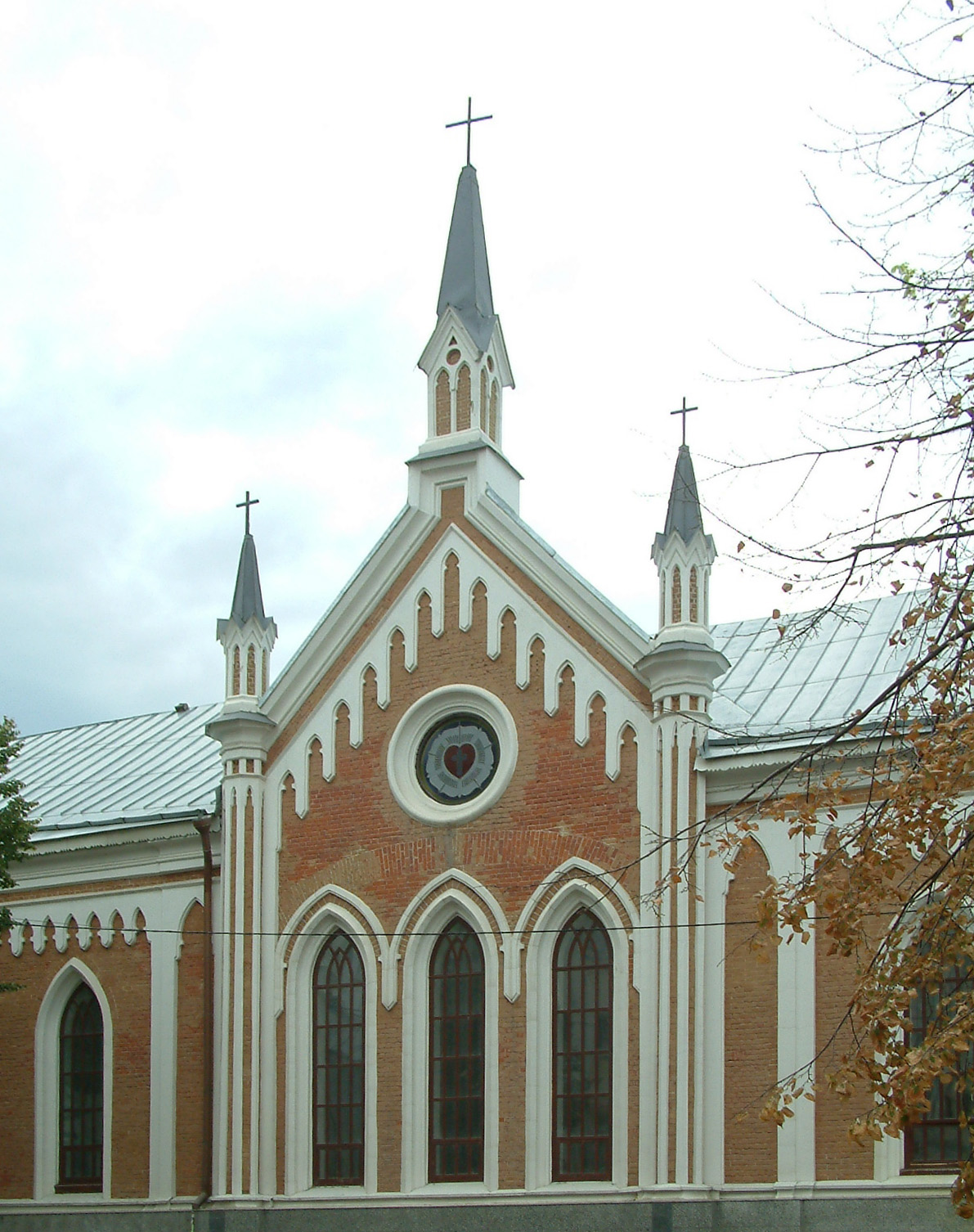
St.-Katharina-Kirche mit Lutherrose

## Geschichte
Sie wurde 1870 mit Geldmitteln der Deutschen Vereinigung in Kasan nach einer Planung von L. K. Hrschonowitsch gebaut. Die Kirche wurde in der Tradition des Eklektizismus gebaut und enthält Elemente der Gotik. 1927 wurde die Kirche geschlossen. Lange Zeit befand sich hier der Menschinskij-Klub.
1996 wurde ein Teil der Kirche der Deutschen Staatlichen Karl-Fuchs-Vereinigung übergeben. Der kleine Betsaal wird heute zweckgemäß von der Evangelisch-Lutherischen Kirche benutzt. Die Kirche wird allmählich restauriert.
Heute befinden sich hier das Deutsche Haus der Republik Tatarstan, das 2000 gegründet wurde (Direktor ist seit 2007 Victor Dietz), das Zentrum der Russlanddeutschen sowie ein Zentrum für deutsche Sprache und Kultur und außerdem der Jugendklub Perlenkette.
Seit September 2011 ziert eine Lutherrose die Fassade der St.-Katharina-Kirche. Sie wurde anlässlich der 240-Jahr-Feier der ev.-luth. St.-Katharina-Kirchengemeinde im Giebel angebracht.